# NWA World Tag Team Championship (Central States version)
L'NWA World Tag Team Championship (Central States version) è stato un titolo della divisione tag team delle federazioni Central States Wrestling e Heart of America Sports Attractions, associate alla National Wrestling Alliance.
Il titolo fu attivo in due finestre separate, dal 1950 al 1963 (pur essendo disattivato tra il 1959 e il 1962) e dal 1973 al 1978.

## Storia
I territori della National Wrestling Alliance erano tenuti a riconoscere un solo campione mondiale dei pesi massimi, ma la NWA consentiva ad ognuno di essi di stabilire un titolo mondiale di coppia, rendendoli di fatto dei titoli regionali, a discapito del nome.
La CSW iniziò quindi a promuovere la sua versione del titolo nella sua città principale di Kansas City e nei suoi eventi tra Missouri, Kansas e Iowa, rendendo campioni inaugurali Emil e Joe Dusek. Per un periodo, tra il 1960 e il 1962, la CSW abbandonò il titolo in favore del NWA Central States Tag Team Championship, riconosciuto come il principale riconoscimento della divisione tag team del territorio; la versione originale del titlo fu reintrodotta nuovamente nel 1962, prima di essere abbandonata in favore del NWA North American Tag Team Championship.
Nel 1973 la CSW, che successivamente cambiò nome in Heart of America Sports Attraction, riportò in attività il titolo, abbandonandolo per adottare definitivamente il NWA Central States Tag Team Championship solo nel 1978.

## Albo d'oro
| #                                 | Campione                            | Regno | Data              | Giorni | Località               | Evento     | Note                                                                                            | Fonti |
| --------------------------------- | ----------------------------------- | ----- | ----------------- | ------ | ---------------------- | ---------- | ----------------------------------------------------------------------------------------------- | ----- |
| 1                                 | Emil Dusek e Joe Dusek              | 1     | 26 maggio 1950    | --     | --                     | House show | Non è noto se vinsero un torneo o se il titolo fu semplicemente assegnato a tavolino.           |       |
| Storia del titolo non documentata |                                     |       |                   |        |                        |            |                                                                                                 |       |
| 2                                 | Dennis Clary e Ron Etchison         | 1     | 10 aprile 1951    | --     | --                     | House show |                                                                                                 |       |
| Storia del titolo non documentata |                                     |       |                   |        |                        |            |                                                                                                 |       |
| 3                                 | Emil Dusek e Joe Dusek              | 2     | 28 dicembre 1961  | --     | --                     | House show |                                                                                                 |       |
| 4                                 | Babe e Chris Zaharias               | 1     | 1 febbraio 1952   | --     | --                     | House show |                                                                                                 |       |
| 5                                 | Bobby Becker e George Becker        | 1     | novembre 1952     | --     | --                     | House show |                                                                                                 |       |
| 6                                 | Ernie Dusek e Joe Dusek (3)         | 1     | 27 novembre 1952  | 7      | Kansas City, Kansas    | House show |                                                                                                 |       |
| 7                                 | Bobby Becker e George Becker        | 2     | 5 dicembre 1952   | 1      | --                     | House show |                                                                                                 |       |
| 8                                 | Ernie Dusek (2) e Joe Dusek (4)     | 2     | 6 dicembre 1952   | --     | Kansas City, Kansas    | House show | I due erano ancora promossi come campioni il 7 dicembre 1953.                                   |       |
| Storia del titolo non documentata |                                     |       |                   |        |                        |            |                                                                                                 |       |
| 9                                 | Reggie Lisowski e Art Neislon       | 1     | 23 marzo 1954     | --     | --                     | House show |                                                                                                 |       |
| Storia del titolo non documentata |                                     |       |                   |        |                        |            |                                                                                                 |       |
| 10                                | Lou Newman e Hans Schnabel          | 1     | 10 aprile 1955    | --     | --                     | House show | In alcuni eventi i due sono promossi come detentore dello "United States" Tag Team Championship |       |
| Storia del titolo non documentata |                                     |       |                   |        |                        |            |                                                                                                 |       |
| 11                                | Reggie Lisowski e Art Neislon       | 2     | ottobre 1955      | --     | --                     | House show |                                                                                                 |       |
| 12                                | Guy Brunetto e Joe Tangaro          | 1     | ottobre 1955      | --     | --                     | House show | I due erano ancora promossi come campioni il 27 gennaio 1956.                                   |       |
| Storia del titolo non documentata |                                     |       |                   |        |                        |            |                                                                                                 |       |
| 13                                | Ivan Kalmikoff e Karol Kalmikoff    | 1     | 5 agosto 1956     | --     | --                     | House show |                                                                                                 |       |
| Storia del titolo non documentata |                                     |       |                   |        |                        |            |                                                                                                 |       |
| 14                                | Ernie Dusek (3) e Joe Dusek (5)     | 3     | 18 ottobre 1956   | --     | --                     | House show |                                                                                                 |       |
| 15                                | Larry Hamilton e Sonny Myers        | 1     | 25 ottobre 1956   | 8      | Kansas City, Kansas    | House show |                                                                                                 |       |
| 16                                | Ernie Dusek (4) e Joe Dusek (6)     | 4     | 2 novembre 1956   | 14     | Saint Joseph, Missouri | House show |                                                                                                 |       |
| 17                                | Larry Hamilton e Sonny Myers        | 2     | 16 novembre 1956  | 43     | Saint Joseph, Missouri | House show |                                                                                                 |       |
| 18                                | Ernie Dusek (5) e Joe Dusek (7)     | 5     | 29 dicembre 1956  | 545    | --                     | House show |                                                                                                 |       |
| 19                                | Sonny Myers (3) e Thor Hagen        | 1     | 27 giugno 1958    | --     | Saint Joseph, Missouri | House show |                                                                                                 |       |
| 20                                | Emil Dusek (3) e Ernie Dusek (6)    | 1     | gennaio 1959      | --     | --                     | House show |                                                                                                 |       |
| 21                                | George Scott e Sandy Scott          | 1     | 13 maggio 1960    | 28     | Saint Joseph, Missouri | House show |                                                                                                 | [ 2 ] |
| 22                                | Emil Dusek (4) e Ernie Dusek (7)    | 2     | 10 giugno 1960    | --     | Saint Joseph, Missouri | House show |                                                                                                 | [ 3 ] |
| —                                 | Disattivato                         | —     | 1960              | —      | —                      | —          | Il titolo fu disattivato e sostituito dal NWA Central States Tag Team Championship              |       |
| 23                                | Pat O'Connor e Sonny Myers (4)      | 1     | 18 ottobre 1962   | --     | Kansas City, Kansas    | House show | Sconfiggendo Bob Geigel e Lee Henning per riassegnare il titolo appena riattivato.              |       |
| 24                                | Al Mills e Tiny Mills               | 1     | aprile 1963       | --     | --                     | House show |                                                                                                 |       |
| 25                                | Steve Bolus e Steve Kovacs          | 1     | 10 aprile 1963    | --     | Kansas City, Kansas    | House show |                                                                                                 |       |
| 26                                | Nelson Royal e Pedro Gordy          | 1     | giugno 1963       | --     | --                     | House show |                                                                                                 |       |
| 27                                | Pat O'Connor (2) e Tiny Mills (2)   | 1     | 4 luglio 1963     | --     | Kansas City, Kansas    | House show |                                                                                                 |       |
| —                                 | Disattivato                         | —     | 1963              | —      | —                      | —          | Il titolo fu disattivato e sostituito dal NWA North American Tag Team Championship.             |       |
| 28                                | Great Togo e Tokyo Joe              | 1     | 8 marzo 1973      | --     | --                     | House show | Sconfiggendo Bob Geigel e Rufus R. per riassegnare il titolo appena riattivato.                 |       |
| 29                                | Bob Geigel e Rufus R. Jones         | 1     | 1973              | --     | --                     | House show |                                                                                                 |       |
| 30                                | Great Togo e Tokyo Joe              | 2     | 1973              | --     | --                     | House show |                                                                                                 |       |
| 31                                | Mike George e Jim Brunzell          | 1     | 25 ottobre 1973   | 84     | --                     | House show |                                                                                                 |       |
| 32                                | Roger Kirby e Lord Alfred Hayes     | 1     | 17 gennaio 1974   | --     | Kansas City, Kansas    | House show |                                                                                                 | [ 4 ] |
| 33                                | Mike George e Jim Brunzell          | 2     | 1974              | --     | --                     | House show |                                                                                                 |       |
| 34                                | Bob Brown e Lord Alfred Hayes (2)   | 1     | 28 febbraio 1974  | --     | Kansas City, Kansas    | House show |                                                                                                 | [ 5 ] |
| 35                                | Bob Geigel e Rufus R. Jones         | 2     | giugno 1974       | --     | --                     | House show |                                                                                                 |       |
| 36                                | Intern #1 e Intern #2               | 1     | 13 giugno 1974    | 21     | Kansas City, Kansas    | House show |                                                                                                 |       |
| 37                                | Bob Geigel (3) e Pat O'Connor (3)   | 1     | 4 luglio 1974     | --     | Kansas City, Kansas    | House show |                                                                                                 |       |
| 38                                | Intern #1 e Intern #2               | 2     | 18 luglio 1974    | 42     | Kansas City, Kansas    | House show |                                                                                                 |       |
| 39                                | Pat O'Connor (3) e Omar Atlas       | 1     | 29 agosto 1974    | 53     | Kansas City, Kansas    | House show |                                                                                                 |       |
| 40                                | Intern #1 e Intern #2               | 3     | 21 ottobre 1974   | 81     | --                     | House show |                                                                                                 |       |
| 41                                | Mike George (3) e Jerry Oates       | 1     | 10 gennaio 1975   | 73     | --                     | House show |                                                                                                 |       |
| 42                                | Yasu Fuji e Oki Shikina             | 1     | 24 marzo 1975     | 63     | Topeka, Kansas         | House show |                                                                                                 |       |
| 43                                | Jerry Oates (2) e Ted Oates         | 1     | 26 maggio 1975    | --     | Wichita, Kansas        | House show |                                                                                                 |       |
| 44                                | Jerry Oates (3) e Danny Little Bear | 1     | 1975              | --     | --                     | House show | Ted Oates cedette il titolo a Danny Little Bear.                                                |       |
| —                                 | Vacante                             | —     | 1975              | —      | —                      | —          | Il titolo fu reso vacante per motivi non specificati.                                           |       |
| 45                                | Ken Mantell e Ron Bass              | 1     | novembre 1975     | --     | --                     | House show | In circostanze non note.                                                                        |       |
| 46                                | Bob Geigel (4) e Akio Sato          | 1     | 18 febbraio 1976  | --     | Saint Joseph, Missouri | House show |                                                                                                 | [ 6 ] |
| —                                 | Vacante                             | —     | 1976              | —      | —                      | —          | Il titolo fu reso vacante per motivi non specificati.                                           |       |
| 47                                | Tank Patton e Super Intern (4)      | 1     | 19 giugno 1976    | --     | Saint Joseph, Missouri | House show | Super Intern aveva già vinto il titolo come Intern #2                                           |       |
| —                                 | Disattivato                         | —     | 1976              | —      | —                      | —          | Il titolo fu reso vacante per motivi non specificati.                                           |       |
| 48                                | Black Gordman e Goliath             | 1     | 29 luglio 1976    | 63     | Kansas City, Kansas    | House show | Vincendo un torneo per riassegnare il titolo vacante, sconfiggendo Pat O'Connor e Super Intern. |       |
| 49                                | Maurice Vachon e Baron von Raschke  | 1     | 30 settembre 1976 | 21     | Kansas City, Kansas    | House show |                                                                                                 |       |
| 50                                | Mike George (4) e Super Intern (5)  | 1     | 21 ottobre 1976   | --     | Kansas City, Kansas    | House show |                                                                                                 |       |
| 51                                | Pat O'Connor (5) e Harley Race      | 1     | 16 dicembre 1976  | 1      | --                     | House show |                                                                                                 |       |
| 52                                | Bob Brown (2) e Mitsuo Hata         | 1     | 17 dicembre 1976  | --     | --                     | House show |                                                                                                 |       |
| 53                                | Pat O'Connor (6) e Harley Race (2)  | 2     | gennaio 1977      | --     | --                     | House show |                                                                                                 |       |
| 54                                | Bob Brown (3) e Mitsuo Hata (2)     | 2     | 16 gennaio 1977   | 40     | Cedar Rapids, Iowa     | House show |                                                                                                 |       |
| 55                                | Ted Oates (4) e Akio Sato (2)       | 1     | 25 febbraio 1977  | --     | Saint Joseph, Missouri | House show |                                                                                                 |       |
| 56                                | Bobby Jaggers e Randy Tyler         | 1     | 6 maggio 1977     | --     | Saint Joseph, Missouri | House show |                                                                                                 |       |
| 57                                | Jerry Blackwell e Buck Robley       | 1     | 21 ottobre 1977   | --     | --                     | House show |                                                                                                 |       |
| 58                                | Mike George (5) e Scott Casey       | 1     | 1 dicembre 1977   | 126    | Kansas City, Kansas    | House show |                                                                                                 |       |
| 59                                | Bob Brown (4) e Alexis Smirnoff     | 1     | 6 aprile 1978     | 18     | Kansas City, Kansas    | House show |                                                                                                 |       |
| 60                                | Kevin Sullivan e Ken Lucas          | 1     | 24 aprile 1978    | --     | Kansas City, Kansas    | House show |                                                                                                 |       |
| 61                                | Blue Yankee e Buck Robley           | 1     | 1978              | --     | --                     | House show |                                                                                                 |       |
| 62                                | Ron Starr e Tom Andrews             | 1     | 27 luglio 1978    | 49     | Kansas City, Kansas    | House show |                                                                                                 |       |
| 63                                | Jesse Ventura e Tank Patton (2)     | 1     | 14 settembre 1978 | 30     | Kansas City, Kansas    | House show |                                                                                                 |       |
| 64                                | Bob Brown (5) e Bob Sweetan         | 1     | 14 ottobre 1978   | --     | Des Moines, Iowa       | House show |                                                                                                 |       |
| —                                 | Disattivato                         | —     | 1979              | —      | —                      | —          | Il titolo fu disattivato e sostituito dal NWA Central States Tag Team Championship              |       |